# مارکدیل، انتاریو
مارکدیل، انتاریو (به انگلیسی: Markdale, Ontario) یک منطقهٔ مسکونی در کانادا است که در انتاریو واقع شده‌است.